# Харинг, Кит
Кит Харинг (англ. Keith Haring; 4 мая 1958, Рединг — 16 февраля 1990, Нью-Йорк) — американский художник, скульптор и общественный деятель.

## Биография
Харинг родился в Пенсильвании, рано начал рисовать, воспитывался на американской популярной культуре комиксов, мультфильмов, рекламы. Два семестра проучился на дизайнера в художественной школе в Питтсбурге, бросил занятия. Затем перебрался в Нью-Йорк, вошёл в круги альтернативного искусства. Занимался настенной живописью в нью-йоркской подземке, а также в Мельбурне, Сиднее, Рио-де-Жанейро, Амстердаме, Париже, Берлине.
Дружил с Жаном-Мишелем Баския, Кенни Шарфом, Энди Уорхолом и Мадонной, сотрудничал с Уильямом С. Берроузом, Тимоти Лири, Йоко Оно и Грейс Джонс.
Первая персональная выставка Кита Харинга была организована в Нью-Йорке в 1982. Участвовал в 7-й документе (1982), биеннале в Сан-Паулу и других крупных международных выставках.

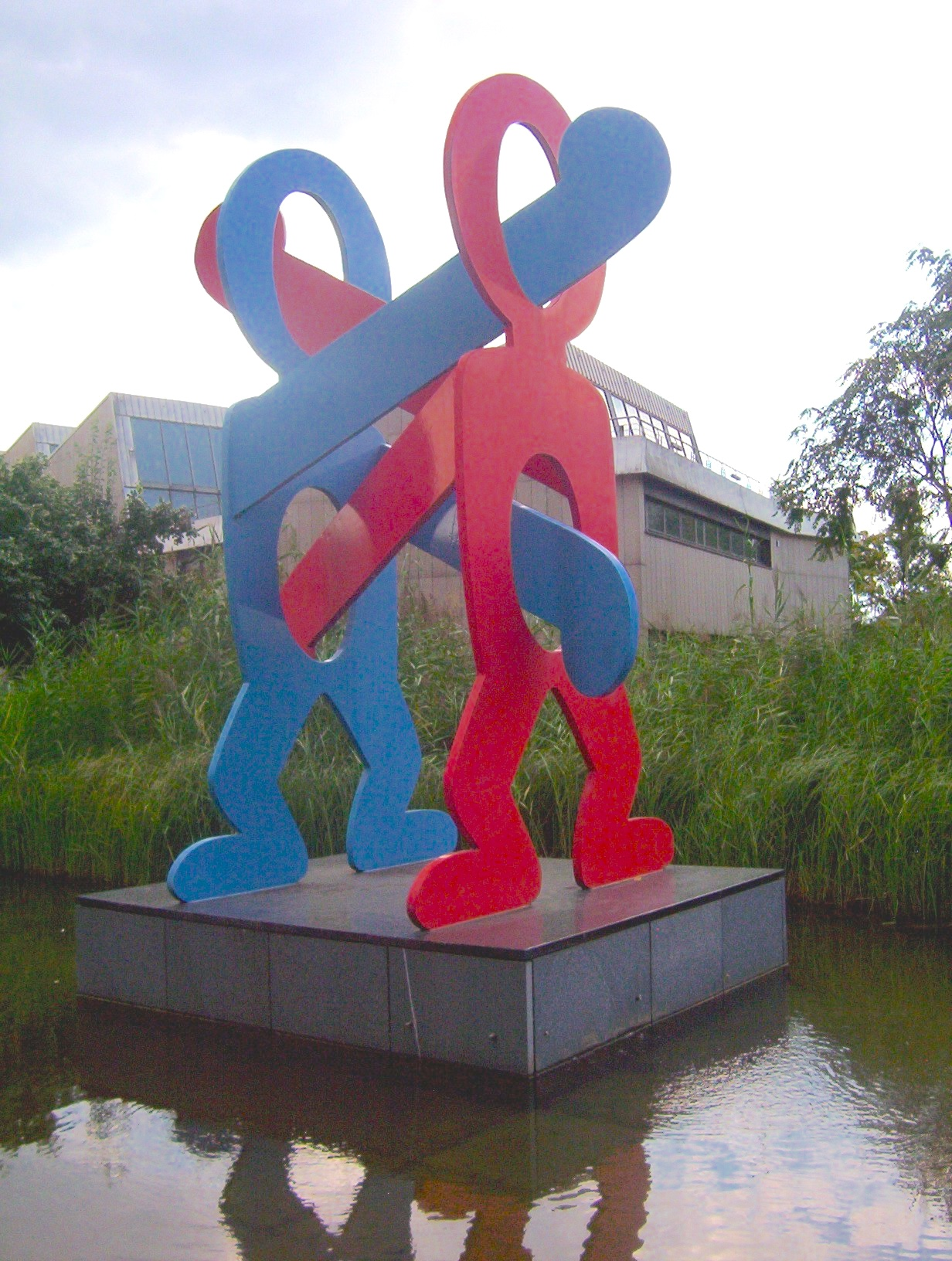
Кит Харинг. Боксёры. Берлин, 1987

В 1986 году художник открыл в Манхеттене лавку Pop Shop, которая торговала самыми разными товарами с нанесёнными на них картинками художника. Лавка просуществовала до сентября 2005 года, да и сейчас продолжает работать в виде интернет-магазина. Появление этого магазинчика отвечало интересам художника сделать свои работы как можно более доступными и убрать границу между своим искусством и массовой культурой. С той же целью до «Поп-Шопа», а также после его открытия, художник часто и помногу рисовал и подписывался в блокнотах, на журналах и на футболках подходивших к нему людей.
Кит Харинг был открытым геем. Несмотря на то, что художник являлся активным сторонником безопасного секса, в 1988 году он получает диагноз СПИД. С этого момента Кит Харинг разворачивает активную агитационную работу против замалчивания проблем больных СПИДом, опасность этой болезни становится одной из постоянных тем в его работах (как правило, роль ВИЧа/СПИДа в его графике выполнял сперматозоид с рожками, как у чёрта). И по сей день Кит Харинг остаётся самым известным и наиболее активным художником — борцом против СПИДа.
Смерть настигла художника 16 февраля 1990 года, причиной явились осложнения, вызванные СПИДом.

## Творчество
Испытал влияние Дюбюффе, Алешинского, Марка Тоби, Уорхола, Джексона Поллока. Был близок к движению Свободная фигуративность.

## Наследие
В 1989 создал Фонд Кита Харинга в помощь детским организациям и больным СПИДом, действующий и по сей день.
В 2008, в связи с 50-летием Харинга, его ретроспективные выставки прошли в Террассе, Лионе, Будапеште и других.
В 2010 году компания  Ravensburger выпустила игру-мозаику, состоящую из 32 256 элементов, которая стала новой крупнейшей в мире мозаикой. На ней изображён коллаж из 32 иллюстраций художника.

## Аукционные рекорды
В январе 2024 года на аукционе Phillips’ Evening & Day Editions деревянная статуя «Тотем» была продана за рекордные 306 тыс. долларов.
В апреле 2025 года был установлен новый аукционный рекорд для тиражной работы Харинга — работа «Энди Маус 4» (1986) из серии, посвященной Энди Уорхолу, продана за 325 тыс. долларов на аукционе Heritage. 

## Тексты
- Keith Haring journals. New York: Viking, 1996